# 渡邊美奈代
渡邊美奈代（日语：渡辺 美奈代，1969年9月28日—）為日本女性演員、歌手、YouTuber，團體《小貓俱樂部》29號成員。

## 經歷
- 渡邊為家中四兄弟姐妹的老三，下有一個妹妹。出生時因歌手青江三奈當時人氣破表，且處於兒童姓名「美奈」、「美奈子」流行時期，因此家人幫她取名「美奈代」。

- 渡邊曾就讀西春町立鴨田小學、西春町立五條小學、西春町立天神中學。小學時代曾經加入學校的舞蹈與籃球的校隊，中學時代也曾經加入學校的桌球校隊。

- 1985年11月，因參與富士電視台節目「黃昏喵喵」與日本放送節目「三宅裕司的青春天堂」連動的特別單元「青春偶像選拔」登場，後參賽合格，正式加入小貓俱樂部，隔年春季與當時加入的渡邊滿里奈共同以「W渡邊」獲得高人氣。

- 參賽合格時，僅高一的渡邊當時正就讀稻澤女子高校，後來為配合藝能活動進行，1986年4月升高二時，轉至堀越高校就讀。後發現西村知美、酒井法子都是比渡邊晚一屆的同校後輩。

- 1986年7月，以首張個人單曲「與你的約定」正式出道，並在日本武道館舉辦小型演唱會兼握手會，此活動只要當時跟唱片公司電話預約後，被抽中的觀眾即可參加。首張單曲在Oricon公信榜當時新入榜的五首新歌中，亦創下新紀錄第一名。同年10月再次發行第二張單曲「下雪的回家路」，一年發行四張單曲。1987年9月小貓俱樂部解散時，渡邊仍然是旗下藝人，歌手除外，亦參與不少電視劇和綜藝節目的演出。1988年9月加入「志村大爆笑」成為第六位固定班底，往後與志村健或其所屬團體漂流者的關係節目，渡邊皆不時參與演出。

- 志村大爆笑停播後，當年亦處於泳裝模特兒的全盛時期，因此往後出版的兩本寫真集『Trap』（1994年）、『POSE』（1995年）大膽裸身亦成為當時的話題，即使長髮遮住隱私部位，還是引發一部分的爭議。

- 1996年，與鄉裕美旗下樂團HOT SOX其中一員矢島昌樹結婚，渡邊與鄉當時因屬於同一間事務所屬，不久後透過鄉認識矢島。同年3月28日進行婚禮時，媒人由前棒球選手森祇晶夫婦擔任。隔年隨夫婿入住岐阜市後，開始經營美甲業，長子誕生。2009年繼續經營家具專賣。

- 2014年，出演日本電視台「有吉反省會」節目，隨著應景禊 (日本)，本人部落格一時改名「渡邊三七四」。

- 2016年11月16日，渡邊罹患卵巢囊腫，為了切除手術治療住院休養。

## 外部連結
- 官方网站
- 渡邊美奈代的X（前Twitter）
- 渡邊美奈代的Instagram帳戶